# إقبال هانم
إقبال هانم (22 أكتوبر 1876 - 10 فبراير 1941) كانت زوجة الخديوي عباس حلمي الثاني الأولى من عام 1895 إلى 1900.

## نشأتها
ولدت في شبه جزيرة القرم من أصول شركسية وكانت جارية أمينة هانم إلهامي عندما رأها عباس حلمي الثاني و أعجب بها وتزوجها، وأنجبب منها 6 أطفال قبل أن ينفصلا عام 1900، ويتزوج عباس من جاويدان هانم .